# Setembrismo
Setembrismo é a designação dada à corrente mais à esquerda do movimento liberal. O setembrismo derivou directamente do vintismo, recebendo a sua designação do apoio prestado por esta facção à Revolução de Setembro. Por coincidência, a Constituição Política da Monarquia Portuguesa de 1822 fora também aprovada em Setembro. O movimento defendia a supremacia da soberania popular, lutando activamente pela substituição da Carta Constitucional de 1826, outorgada pelo soberano, por uma constituição aprovada por um congresso democraticamente eleito pelo povo.
Face à insipiência do sistema político português de então, sem partidos organizados na acepção moderna do termo, o partido setembrista, isto é a corrente mais à esquerda do liberalismo, assumiu-se como oposição ao cartismo, isto é à facção mais conservadora que apoiava a Carta Constitucional de 1826. 
Em pouco tempo o setembrismo dividiu-se em facções: os moderados e os radicais:
- A facção moderada era dominante, tendo como apoiantes Passos Manuel e Bernardo de Sá Nogueira de Figueiredo, o 1.º visconde de Sá da Bandeira, os quais tentavam estabelecer um entendimento com o grupo de Silva Carvalho e uma solução de compromisso com D. Maria II, a qual favorecia claramente o partido cartista. Neste contexto, Passos Manuel prometia uma conciliação entre uma nova Constituição, legitimada pelo povo, e a Carta. Após a Revolução de Setembro, conseguiu a aprovação de uma Constituição moderada, a qual foi jurada pelos próprios cartistas.
- A facção radical era dominada pelos clubes maçónicos e pelos arsenalistas e liderada por membros da Maçonaria do Sul, como José Alexandre de Campos e João Gualberto Pina Cabral. Entre os deputados radicais eleitos em 1836 contavam-se José Estêvão, José Liberato, Leonel Tavares Cabral e Costa Cabral.

O setembrismo vigorou de 1836 até ao golpe de estado de 1842, dirigido por Costa Cabral (que entretanto tinha mudado de lado), que restaurou a Carta Constitucional. Triunfo do liberalismo conservador da Regeneração de 1851. De início, o movimento setembrista pautou-se por teorias radicais e por uma retórica de esquerda, características que foram sendo progressivamente atenuadas. 
O setembrismo, após a Regeneração e a institucionalização dos partidos políticos, deu origem, primeiro, ao Partido Histórico e, depois do Pacto da Granja, ao Partido Progressista.